# Pilatus PC-9
O Pilatus PC-9 é uma aeronave de treinamento monomotor turboélice, desenvolvida pela Pilatus, da Suíça. A aeronave é uma evolução do PC-7 Turbo Trainer, tendo seu primeiro vôo em 7 de maio de 1984, sendo homologado em setembro de 1985. As primeiras encomendas vieram da Real Força Aérea Saudita, com as entregas acontecendo em 1985. Desde então, mais de 250 aeronaves foram construídas, sendo entregues para vários clientes militares, como a Força Aérea Suíça, a Real Força Aérea Australiana, a Força Aérea da Croácia e a Força Aérea da Tailândia.

## História
O desenvolvimento do PC-9 iniciou em 1982, visando modificar o PC-7 Turbo Trainer para disputar com aeronaves de treinamento mais avançadas, como o Embraer EMB-312 Tucano. Após testes (muitos baseados em um PC-7 modificado), o novo PC-9 teve seu primeiro vôo em 7 de maio de 1984, sob os comandos do piloto de provas da Pilatus, Hans Galli. O segundo protótipo do PC-9 voou em 20 de julho de 1984, já carregando aviônica que viria a ser utilizada na versão de produção da aeronave. A aeronave foi certificada em 1985.
A Pilatus (em conjunto com a BAE Systems) PC-9 chegou a ser oferecido como aeronave de treinamento para a Força Aérea Real (RAF), substituindo o Hunting Jet Provost, mas acabou sendo derrotado pelo Short Tucano em 1985. Da mesma forma, com apoio da BAE Systems, a Pilatus acabou vencendo um contrato com a Arábia Saudita no mesmo ano, vendendo 50 aeronaves.

## Descrição

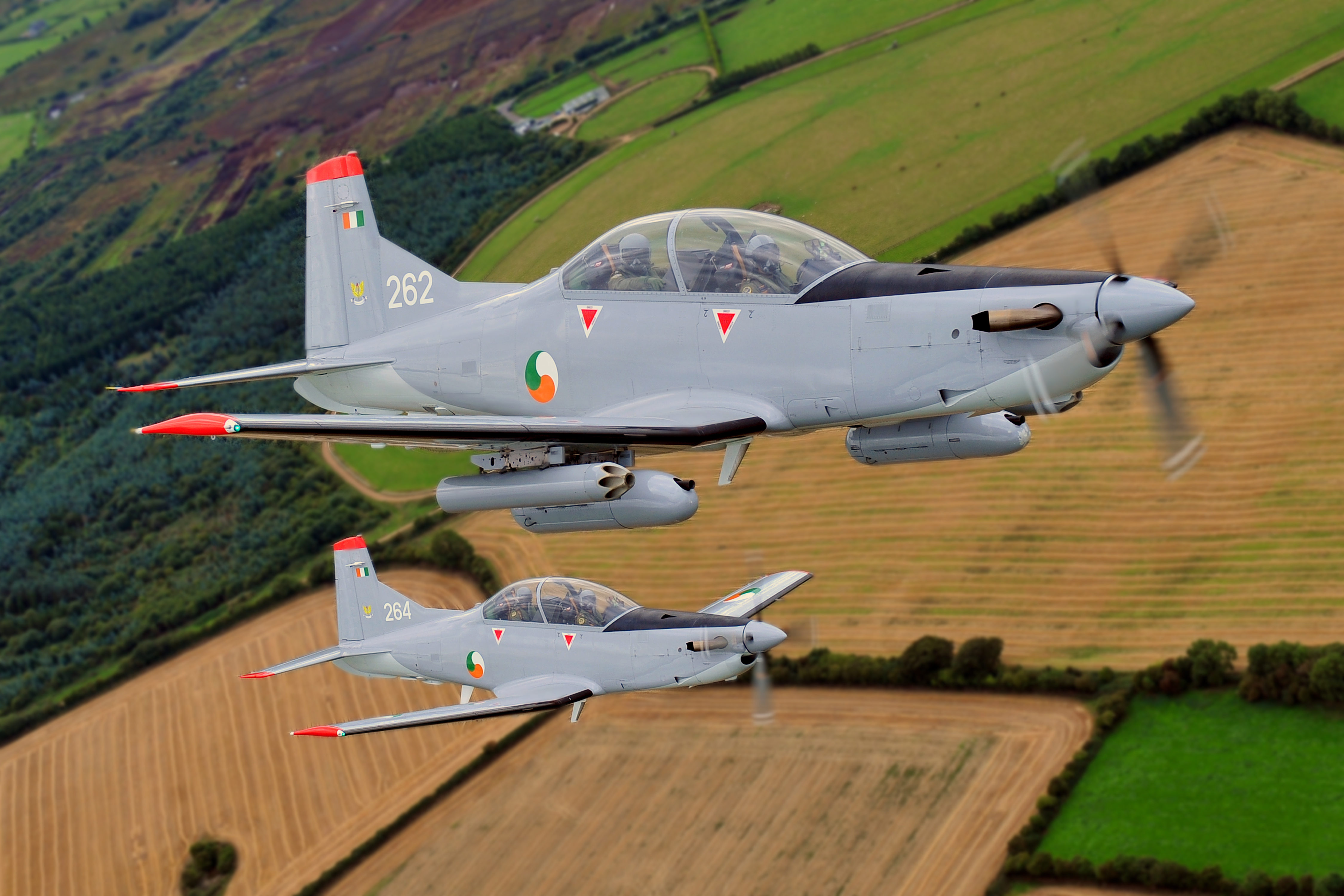
Dois PC-9M do Corpo Aéreo Irlandes

O PC-9 tem muita semelhança visual com o PC-7, porém, somente compartilha 10% das peças com o PC-7. O PC-9 é uma aeronave maior e mais pesada que o PC-7, tendo uma cabine de comando mais alta, com canopi maior, abrindo para a direita (ao invés do canopi deslizável do PC-7). O PC-9 é propelido por um motor turboélice Pratt & Whitney Canada PT6A-62 (originalmente com 1.150 shp (860 kW), porém, a pedido da fabricante, o motor teve a potência diminuída para 950 shp (710 kW)), ligado a uma hélice Hartzell, quadripá, de velocidade constante. 
O PC-9 conta com freios aerodinâmicos, atuados por comando hidráulico e trem de pouso triciclo. A aeronave também conta com assentos ejetores Martin-Baker CH11A. Há seis hardpoints abaixo das asas (três em cada), com capacidade de carregar bombas, casulos de foguetes e casulos de metralhadora. Os hardpoints internos das asas também contam com a capacidade de carregar tanques destacáveis de 145 L e 248 L. 

## Histórico Operacional

### Austrália
Em julho de 1986, a Real Força Aérea Australiana assinou um contrato com a Pilatus para a aquisição de 67 aeronaves PC-9. O contrato estipulava que 19 aeronaves seriam construídas pela Pilatus, na Suíça e as outras 48 seriam construídas na Austrália, sob licença da Pilatus, pela Hawker de Havilland. Estas aeronaves tiveram seu primeiro voo em 19 de maio de 1987, sendo designadas PC-9/A. 
As primeiras duas aeronaves foram totalmente construídas na Suíça, sendo enviadas para a Austrália em dezembro de 1987, ainda com suas matriculas suíças. Outras 17 aeronaves foram transportadas em CKD para a Austrália, sendo montadas nas instalações da Hawker de Havilland e as últimas 48, foram totalmente construídas nas instalações da Hawker de Havilland, na Austrália.
Estas aeronaves foram operadas na Central Flying School (CFS), na Base Aérea de East Sale, em Sale, pela No. 2 Flying Training School (2 FTS), na Base Aérea de Pearce, em Bullsbrook e pelo No.4 Squadron (4 Sq), na Base Aérea de Williamtown, em Newcastle. As aeronaves também foram utilizadas pela patrulha acrobática Roulettes de 1989 até 2019.
Os PC-9/A foram substituídos pelo PC-21 em 2019, tendo sido retirados de serviço desde então. As aeronaves forma postas a venda e leiloadas, tendo 26 unidades já sido vendidas para clientes civis.

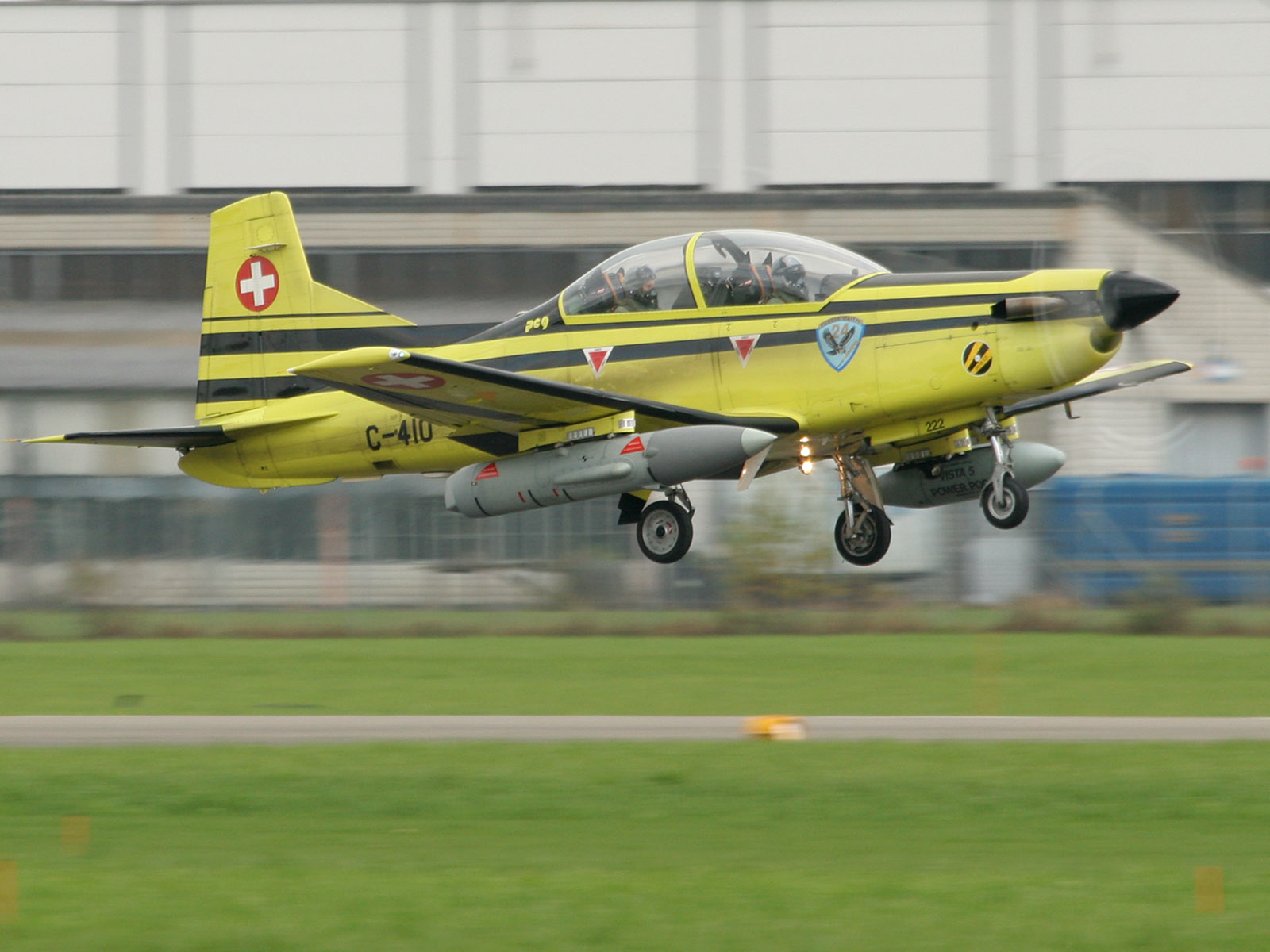
Um PC-9 da Força Aérea Suíça, carregando um casulo de guerra eletrônica Ericsson EriJammer A100

### Suíça
A Força Aérea Suíça adquiriu 12 aeronaves em 1992, com a intenção de usá-las como rebocadores de alvos. Estas aeronaves foram equipadas com guinchos Southwest RM-24, podendo rebocar alvos até 3.5 km. Também havia provisões para carregar um casulo de guerra eletrônica sueco Ericsson EriJammer A100. Estas aeronaves foram operadas até 2023, quando foram transferidas para as instalações da RUAG, em Lodrino, onde se encontram estocados e disponíveis para venda. 

## Variantes
- PC-9: Aeronave de treinamento básico biplace;
- PC-9/A: Aeronave de treinamento básico biplace para a Real Força Aérea Australiana. 67 unidades construídas (19 na Pilatus e 48 na Hawker de Havilland) [1][9];
- PC-9B: Aeronave de reboque de alvos para a Alemanha. Esta versão tem uma capacidade de combustível mais alta (podendo voar por 3h20min) e também conta com dois guinchos Southwest RM-24, podendo rebocar alvos até 3.5 km.
- PC-9M: Aeronave de treinamento básico biplace. Versão modernizada do PC-9 original, lançada em 1997, com mudanças na fuselagem, asas e um motor mais potente;
- Beech-Pilatus PC-9 Mk.II: Versão modificada do PC-9 original, para disputar o programa JPATS da Força Aérea dos Estados Unidos/Marinha dos Estados Unidos. Esta aeronave venceu a competição, dando origem ao Beechcraft T-6 Texan II.

## Operadores

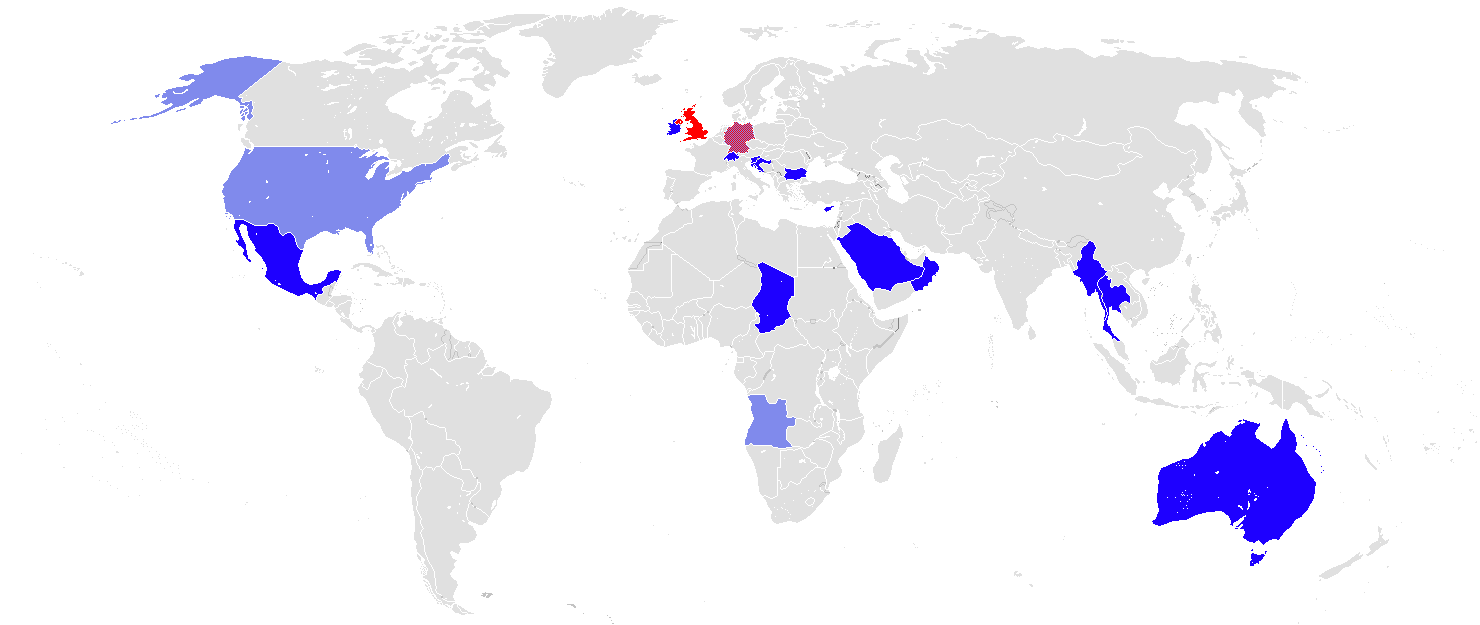
Operadores Militares Atuais (Azul Escuro); ex-Operadores Militares (Azul Claro); Operadores Civis Atuais (Vermelho); ex-Operadores Civis (Bordô)

### Operadores Militares
- Arábia Saudita
  - Real Força Aérea Saudita: 50 aeronaves adquiridas em 1986; [1]
- Angola
  - Força Aérea Nacional de Angola: 4 aeronaves adquiridas em 1987; [1]
- Austrália
  - Real Força Aérea Australiana: 67 aeronaves operadas de 1987 a 2019, denominadas PC-9/A. 19 aeronaves construídas na Suíça, pela Pilatus e 48 construídas na Hawker de Havilland, na Austrália. Substituídas pelo PC-21. [1]
- Bulgária
  - Força Aérea da Bulgária: 6 aeronaves PC-9M operadas em 2018. [10]
- Chade
  - Força Aérea do Chade: 1 aeronave adquirida em 2006. [1]
- Chipre
  - Comando Aéreo do Chipre: 2 aeronaves adquiridas em 1989. [1]
- Croácia

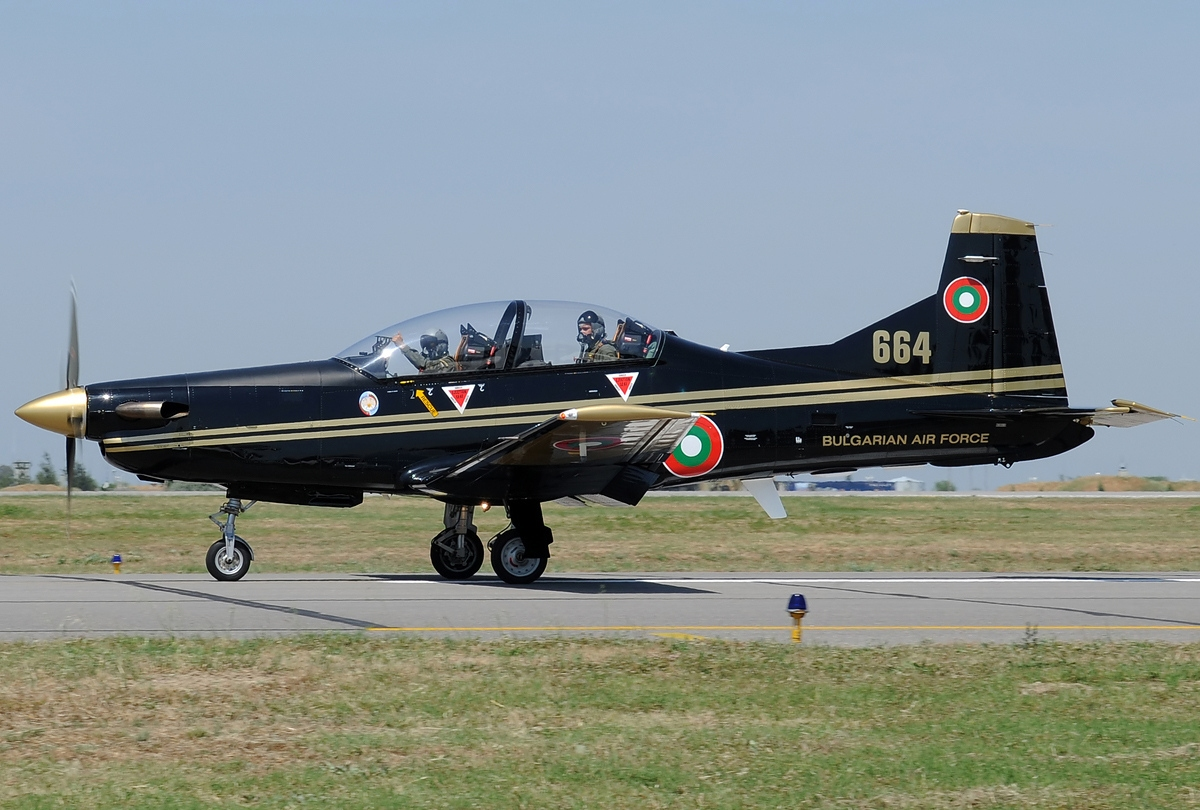
Um PC-9M da Força Aérea da Bulgária

  - Um PC-9M da Força Aérea da BulgáriaForça Aérea e Defesa Aérea da Croácia: 20 aeronaves adquiridas em 1996. [1]
- Eslovênia
  - Força Aérea da Eslovénia: 9 aeronaves PC-9M (3 ex-Exército dos Estados Unidos), adquiridas em 1994. [1][11]
- Estados Unidos
  - Exército dos Estados Unidos: 3 aeronaves de testes, operadas de 1991 a 1994. Revendidas para a Pilatus.[1]
- Irlanda
  - Corpo Aéreo Irlandês: 8 aeronaves PC-9M, adquiridas em 2008.[10]
- Iraque

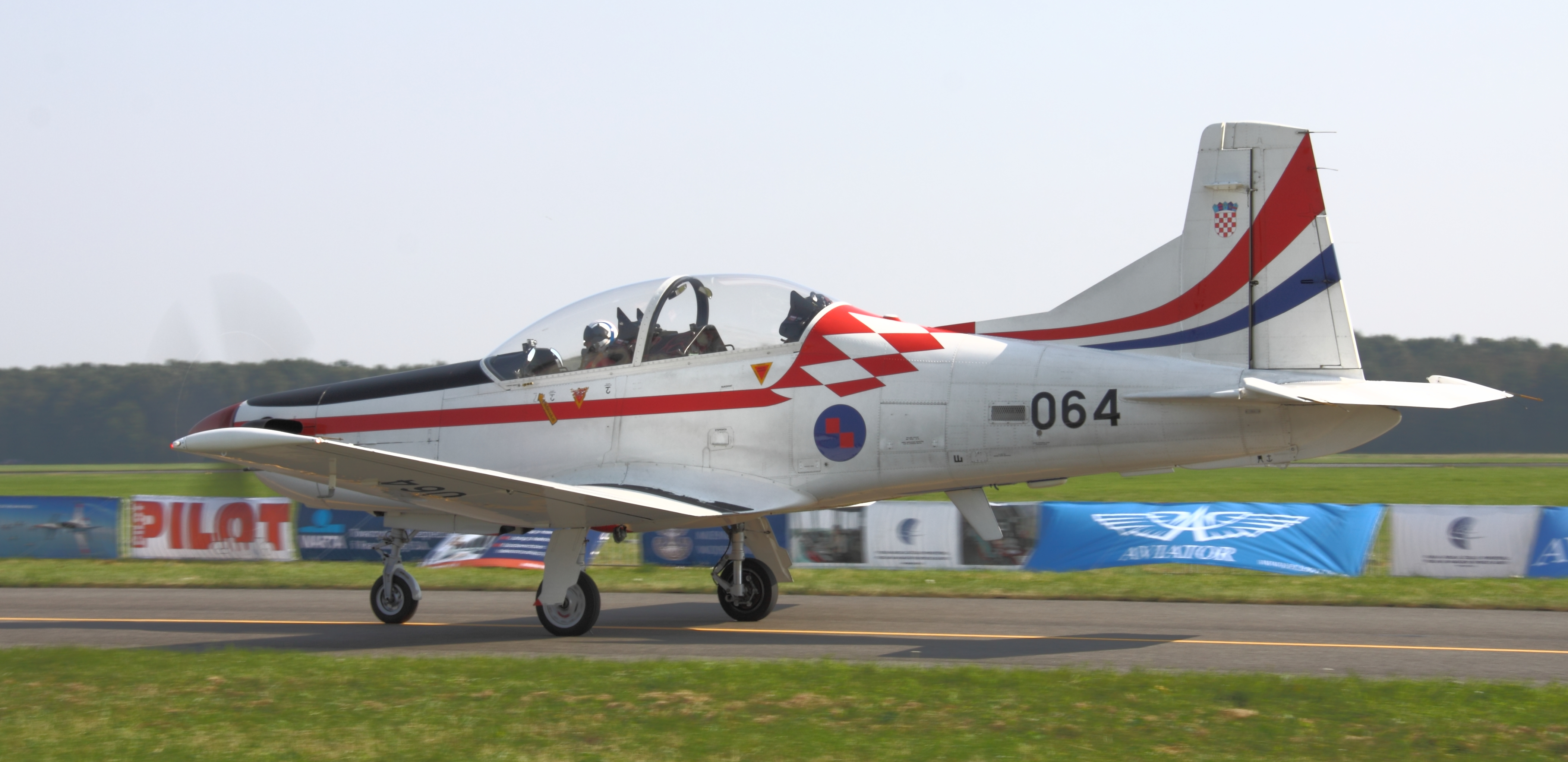
Um PC-9 da Força Aérea e Defesa Aérea da Croácia

  - Um PC-9 da Força Aérea e Defesa Aérea da CroáciaForça Aérea Iraquiana: 20 aeronaves adquiridas em 1987.[1]
- México
  - Força Aérea Mexicana: 2 aeronaves PC-9M adquiridas em 2006.[12][13]
- Myanmar
  - Força Aérea do Myanmar: 7 aeronaves adquiridas em 1986;[1]
- Suíça 

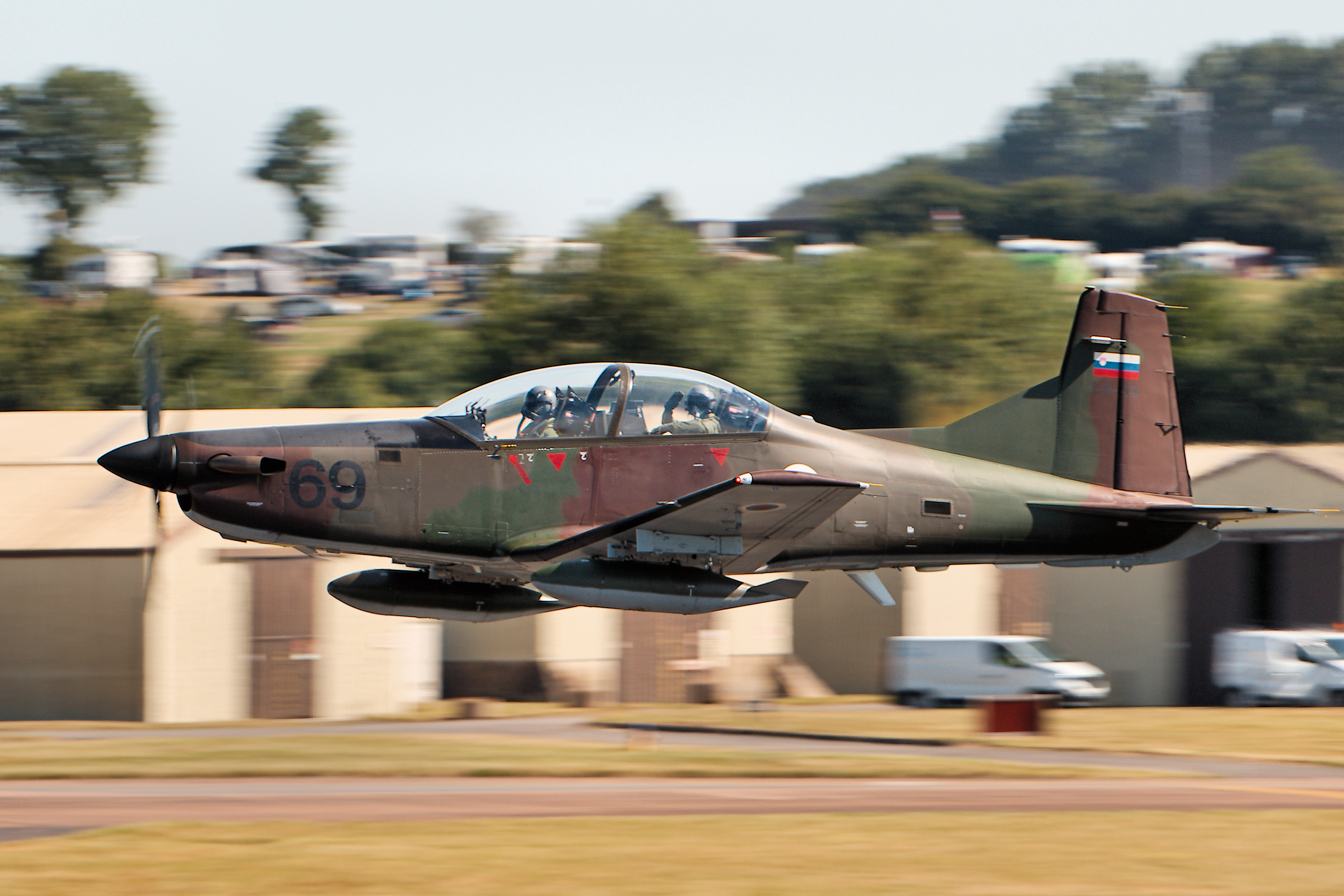
Um PC-9M da Força Aérea da Eslovênia

  - Um PC-9M da Força Aérea da EslovêniaForça Aérea Suíça: 12 aeronaves operadas de 1992 a 2023.[8]
- Omã
  - Real Força Aérea do Omã: 12 aeronaves PC-9M operadas em 2023.[11]
- Tailândia
  - Força Aérea Real Tailandesa: 26 aeronaves adquiridas em 1991.[1]

### Operadores Civis
- Alemanha
  - Condor Flugdienst: 10 aeronaves PC-9B, adquiridas em 1990.[1]
  - EIS Aircraft GmbH
- Reino Unido
  - BAE Systems: 2 aeronaves, adquiridas em 1991 e 2005.[1]
  - QinetiQ: 12 aeronaves (3 PC-9 e 9 PC-9B).[14]

## Especificações (PC-9M)
Informações: Jane's All The World's Aircraft 2003-04 

### Características Gerais
- Tripulação: 2
- Comprimento: 10.14 m
- Envergadura: 10.12 m
- Altura: 3.26 m
- Área Alar: 16.29 m²
- Peso Vazio: 1.725 kg
- Peso Carregado: 2.350 kg
- Peso Máximo de Decolagem (MTOW): 3.200 kg
- Motor: 1x turboélice Pratt & Whitney Canada PT6A-62, 950 shp (708 kW)
- Hélice: Hartzell, quadripá, velocidade constante

### Desempenho
- Velocidade Máxima: 593 km/h (320 kn)
- Velocidade de Cruzeiro: 556 km/h (300 kn)
- Velocidade de Estol: 128 km/h (69 kn)
- Velocidade Nunca Exceder: 500 km/h (270 kn)
- Alcance: 1.537 km (830 nmi)
- Teto de Serviço: 11.580 m (37.990 ft)
- Taxa de Subida: 20.8 m/s
- Limite de Forças G: + 7 G até - 3.5 G
- Distância de Decolagem: 391 m
- Distância de Pouso: 700 m

### Armamento
- Hardpoints: 6x (3 em cada asa) para casulos de metralhadoras, foguetes e bombas. Os cabides internos podem carregar até 250kg (550 lb) e os externos podem carregar 110kg (240 lb)

## Ver Também

#### Desenvolvimento relatado
- Pilatus PC-7
- Pilatus PC-21

#### Aeronaves de função, configuração ou era comparável
- Embraer EMB-312 Tucano
- Embraer EMB-314 Super Tucano
- Grob G 120TP